# Providence (mouvement religieux)
 (avril 2023).
La mise en forme du texte ne suit pas les recommandations de Wikipédia : il faut le « wikifier ».
Les points d'amélioration suivants sont les cas les plus fréquents. Le détail des points à revoir est peut-être précisé sur la page de discussion.
- Les titres sont pré-formatés par le logiciel. Ils ne sont ni en capitales, ni en gras.
- Le texte ne doit pas être écrit en capitales (les noms de famille non plus), ni en gras, ni en italique, ni en « petit »…
- Le gras n'est utilisé que pour surligner le titre de l'article dans l'introduction, une seule fois.
- L'italique est rarement utilisé : mots en langue étrangère, titres d'œuvres, noms de bateaux, etc.
- Les citations ne sont pas en italique mais en corps de texte normal. Elles sont entourées par des guillemets français : « et ».
- Les listes à puces sont à éviter, des paragraphes rédigés étant largement préférés. Les tableaux sont à réserver à la présentation de données structurées (résultats, etc.).
- Les appels de note de bas de page (petits chiffres en exposant, introduits par l'outil «  Source ») sont à placer entre la fin de phrase et le point final[comme ça].
- Les liens internes (vers d'autres articles de Wikipédia) sont à choisir avec parcimonie. Créez des liens vers des articles approfondissant le sujet. Les termes génériques sans rapport avec le sujet sont à éviter, ainsi que les répétitions de liens vers un même terme.
- Les liens externes sont à placer uniquement dans une section « Liens externes », à la fin de l'article. Ces liens sont à choisir avec parcimonie suivant les règles définies. Si un lien sert de source à l'article, son insertion dans le texte est à faire par les notes de bas de page.
- La présentation des références doit suivre les conventions bibliographiques. Il est recommandé d'utiliser les modèles {{Ouvrage}}, {{Chapitre}}, {{Article}}, {{Lien web}} et/ou {{Bibliographie}}. Le mode d'édition visuel peut mettre en forme automatiquement les références.
- Insérer une infobox (cadre d'informations à droite) n'est pas obligatoire pour parachever la mise en page.

Pour une aide détaillée, merci de consulter Aide:Wikification.
Si vous pensez que ces points ont été résolus, vous pouvez retirer ce bandeau et améliorer la mise en forme d'un autre article.
Pour les articles homonymes, voir Providence.
Providence (officiellement Mission évangélique chrétienne), mieux connu sous le nom JMS (acronyme de Jesus Morning Star traduit « Étoile du Matin de Jésus » en français),, est un nouveau mouvement religieux chrétien fondée par Jung Myung-seok en 1980, et basée à Wol Myeong-dong, en Corée du Sud. Providence a été largement désigné par les médias internationaux comme une secte,,,,,,.
En avril 2009, le leader Jung Myung-seok a été condamné pour viol par la Cour Suprême de Corée et a reçu une peine de 10 ans de prison. Jung a obtenu sa libération le 18 février 2018 Après que Jung a été libéré de prison, le Korea Post a rapporté que le mouvement religieux de la Providence avait atteint plus de 70 pays.
La Providence a également été appelée Setsuri (« Providence » en japonais), l'Association Chrétienne Internationale (ACI), l'Église de l'Étoile du Matin (Église MS), l'Église de la Lune Brillante et l'Église Ae-chun (애천교회).

## Histoire

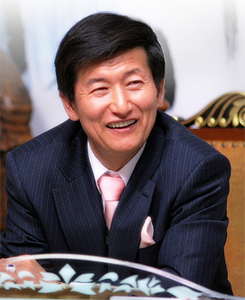
Jung Myung-seok, fondateur de Providence.

Jung Myung-seok (hangeul : 정명석 ; hanja : 鄭明析) est né en 1945. Il est également connu sous les noms de Joshua Jung, Joshua Lee et pasteur Joshua. Il a obtenu son diplôme au séminaire théologique méthodiste de Wesley en 1983. En 1998, il a terminé un programme de gestion des cadres à l'école supérieure d'administration de l'Université Chungnam. En 2001, l'Université internationale ouverte de l'UNESCO au Sri Lanka lui a décerné un doctorat honorifique en philosophie.
Dans les années 1970, il était membre de l'Église de l'Unification, auquel son enseignement ressemble,. C'est en 1980 que Jung fonda l'église Ae-chun (애천교회), qui était affilié à la l'Église Méthodiste,. Le groupe, qui critiquait les enseignements et les croyances chrétiennes et affirmait que Jeong Myung-seok était la seconde venue de Jésus-Christ, a ensuite été expulsé du méthodisme et rebaptisé Association chrétienne internationale (국제크리스천연합) au milieu des années 1980. champ de riz.Une rupture s'est produite dans le groupe en 1986, selon le magazine Hyundae Jongyo ((ko)), le vice-président Providence a tenté d'intervenir dans les scandales sexuels entourant le groupe, mais il a été expulsé du système organisationnel et Jung a consolidé tout le pouvoir autour de lui.
En octobre 1999, l'organisation change de nom et devient Mission évangélique chrétienne. (기독교복음선교회),.

## Théologie
Jung Myung Seok a fondé la Providence en 1980 à titre de secte dissidente de l'Église de l'Unification. L'enseignement de base de la Providence se trouve dans différentes publications inédites de précepte appelé les « 30 Leçons », qui ressemblent beaucoup au « Principe divin » du mouvement d'unification,. Selon Tahk Myeong-hwan, neuf des 30 leçons ont « un degré significatif de similitude » avec le « Principe divin »,. Les leçons sont basées sur la numérologie interprétative identifiant le chef de secte comme la seconde venue du Christ,,.
Une leçon implique que ceux qui ne le « rencontrent » pas n'iront pas au Paradis ; une autre est que chaque personne le trahit commet un apostat grave. Pendant l'enseignement du niveau avancé des 30 Leçons, il est dit que Jung est le Messie, prouvé par l'interprétation arithmétique de la date et de l'heure prophétisées dans le livre de Daniel, bien que des déclarations plus récentes d'un représentant semblent contredire cette affirmation.
Comme le mouvement d'Unification, la Providence prêche l'avènement de l'« Ère du Testament complet ». La Providence implique en outre la relation entre Dieu et l'homme avec la relation entre le marié et la mariée, ou deux amants. Alors que le mouvement d'Unification et la Providence enseignent que le péché originel a été causé par les relations sexuelles d'Eve avec l'ange déchu devenu Satan, La Providence enseigne que cela peut être racheté en ayant des relations sexuelles avec Jung Myung-seok,,.
Jung a été reconnu coupable d'avoir forcé des adeptes féminines à avoir des relations sexuelles avec lui « en tant qu'acte religieux pour sauver leur âme » devant le tribunal sud-coréen,. D'anciens membres ont affirmé ou témoigné que de jolies jeunes femmes avaient été données à Jung comme « cadeaux sexuels » avec qui il avait commis des actes sexuels de force comme des rites de purification,,.
Bien que certains des enseignements soient un secret soigneusement gardé au sein de la secte, des érudits tels que Yoshihide Sakurai a analysé et résumé les croyances de la secte sur la base de témoignages enregistrés ainsi que d'entretiens avec d'anciens membres, y compris des victimes. Il a également reçu des notes d'anciens membres utilisés dans les « études bibliques », comme instructions dans les 30 leçons qui étaient conventionnellement appelés au sein de la secte.

## Recrutement
Les initiateurs de la secte ont d'abord été approchés en étant invités à rejoindre un « cercle d'activités », c'est-à-dire des clubs de sport ou de musique scolaires ; ceux qui sont introduits ne savent que plus tard quand ils sont amenés à « étudier la Bible » que la religion fait partie de l'activité d'un « cercle ». De cette manière, la Providence forme des organisations non religieuses dans le but d'attirer les jeunes sans révéler au départ la nature religieuse du groupe ou leurs motivations réelles,,, une pratique jugée « frauduleuse » par la loi par le Cour Suprême du Japon,,.

## En dehors de la Corée
Les Missions Chrétiennes évangélisent sous différents noms dans différentes régions. Providence ou Église de la Providence en Europe et aux États-Unis, Setsouri (摂理, du japonais pour « Providence ») au Japon, l'Église de la Lune Brillante, l'Église de l'Étoile du Matin, et lÉtoile du Matin de Jésus (JMS). Chaque branche de l'église suivant les enseignements de Jung a gardé son propre nom (par ex : Église de Nak-seong-dae, église de Séoul, etc.),. Alors que le leader Jung Myung Seok est en fuite depuis 1999, en raison d'affaires d'agression sexuelle et de poursuites civiles intentées en Corée du Sud, au Japon et à Taïwan, la Providence (à l'époque principalement connue sous le nom de JMS) continue de publier les conférences de Jung en ligne, de fournir des conseils téléphoniques et d'organiser des événements à l'étranger pour leurs abonnés,. Pendant son incarcération de 2008 à 2018, les conférences et instructions de Jung ont été reçues par les visiteurs de la prison et de son successeur, Jung Jo-eun (de son vrai nom Kim Ji-Seon).

### Australie
La Providence a démarré ses activités en Australie en 1997. Les membres de Providence ont déclaré recruter activement de nouveaux membres à l'Université nationale australienne. Un réseau de télévision financé par le gouvernement australien le 9 avril 2014, le Service Spécial de Radiodiffusion a rendu compte de ses activités en Australie, y compris une déclaration d'anciens membres selon laquelle ils cherchaient des jeunes femmes séduisantes. La Providence a refusé de nombreuses demandes d'interview d'un porte-parole pour le programme en Australie et en Corée. Le directeur des affaires étrangères de l'organisation a refusé par écrit de répondre à des questions spécifiques sur les opérations australiennes du groupe ; mais, il a révélé qu'il avait un statut d'organisme de bienfaisance à des fins fiscales,,.
En mai 2016, magazine australien Criquet a révélé qu'une employée du Bureau Australien des Impôts avait blanchi l'article sur Wikipédia sur la Providence. Opérant à partir d'un ordinateur de travail depuis août 2015, l'avocate avait supprimé la couverture médiatique négative de l'article et inséré des éloges élogieux de Jung, tout en mettant en doute la condamnation de Jung en prison. La femme a d'abord nié, admettant finalement qu'elle avait apporté les modifications. L'unité d'enquête interne et de fraude de l'ATO a refusé d'agir.

### Hong Kong
La Providence est venue à Hong Kong, où elle est connue comme L'Église de La Lune Brillante (月明教會) ou Setsuri (攝理教). En octobre 2006, un ancien membre a dit aux Nouvelles quotidiennes orientales qu'elle compte environ 100 membres principaux à Hong Kong, dont de nombreux diplômés en médecine et quelques professeurs adjoints. Bien qu'elle soit présente à Hong Kong depuis de nombreuses années, son lent développement l'a rendu relativement inconnu jusqu'à ce qu'il apparaisse dans les médias de masse. La Providence a temporairement créé une organisation pour gérer diverses activités communautaires, connue sous le nom de United Culture and Arts Network (UCAN),.

### Japon
Providence a commencé à opérer au Japon vers 1985 ou 1987. En 2006, le journal national Asahi shinbun a rapporté que la Providence « causait de graves problèmes sociaux au Japon », la qualifiant de « secte » et de « culte ». Il a également signalé que l'organisation faisait pression sur les membres pour qu'ils vivent ensemble, en faisant régulièrement des dons, se marient au sein de l'organisation et suivent les directives strictes du fondateur,.
Il est rapporté que la Providence (communément appelée Setsuri au Japon) a caché sa religion dans une université japonaise et a attiré des étudiants comme dans les clubs culturels, spécifiquement destiné aux étudiants poursuivant une carrière en médecine ou en droit et à ceux qui s'intéressent aux questions environnementales, les objectifs de développement durable et les contributions internationales. Le mouvement est au même titre connu pour recruter des étudiants universitaires grands, à la peau claire et glamour. Elle utilise les médias sociaux et les événements de réseautage étudiants/mentors en milieu de travail pour attirer de nouveaux membres. On estime qu'entre 2006 et 2022, le mouvement est passé d'environ 2 000 membres à plus de 6 000 adeptes au Japon.
L'église du groupe se composait généralement d'un seul appartement où se déroulaient leurs études religieuses. Parfois, les églises étaient des lieux où plusieurs croyants vivaient ensemble. Il y avait approximativement 40 églises de ce genre dans les villes japonaises en 2006,. Les membres étudiants qui travaillent à temps partiel sont tenus de contribuer un minimum de 1 000 ¥ au service religieux chaque semaine et en tant qu'employés à temps plein, avec mensuellement une dîme et des dons de temps bonus. Les croyants ont reçu l'ordre de vivre frugalement avec de la nourriture bon marché et de ne jamais devenir dépendants de l'alcool. Il leur était interdit de sortir ensemble, mais au bon moment, ils se sont mariés en groupe lors de cérémonies collectives,. Bien que le Cour suprême du Japon en 1996 a statué que les mariages de masse célébrés par l'Église de l'Unification n'étaient pas acceptés, plus de 300 membres japonais de la Providence se sont mariés en six cérémonies de masse tenue entre 1996 et 2006 sur le modèle de l'Église de l'Unification. Lorsqu'il est recherché pour viol, Jung, lors d'un mariage collectif en juillet 2003, il a appelé les couples via une connexion Internet en vidéo qu'il a projetée sur un grand écran en leur souhaitant avoir des enfants pour augmenter le nombre de membres de la Providence.
En 2007, la police japonaise a fait une descente dans huit établissements de la Providence à Chiba, soupçonnée qu'un membre âgé avait obtenu le statut de résident illégal. Ils ont également fouillé une installation municipale dans le quartier de Chuo. La membre senior, une Coréenne, a été arrêtée pour avoir dépassé la durée de son visa. On a appris que la Providence recrutait des hommes « de grande classe et à revenu élevé » et sélectionnait des femmes pour « leur style et leur apparence ».
En 2008, il a été dit que plus de 100 femmes ont été victimes des délits sexuels de Jung au Japon seulement.

### Nouvelle-Zélande
The New Zealand Herald a rapporté que la Providence recrute des jeunes femmes dans les universités, les centres commerciaux et les églises. L'Université d'Auckland a lancé un avertissement aux groupes d'étudiants et un groupe de soutien aux parents pour ceux dont les enfants ont été recrutés ou touchés a été créé. L'Église presbytérienne d'Auckland a déclaré que ses membres sont également ciblés. Une étudiante de 22 ans de l'Université d'Auckland a déclaré qu'en tant que membre, elle avait participé à des séances de photos, à des défilés de mode et à des cours bibliques mettant en vedette Jeong en tant que nouveau sauveur. Un cadre de la Providence a été approché pour commenter, mais n'est pas apparu lors d'une réunion avec le personnel du Herald.

### Taiwan
La première activité de la Providence à Taiwan remonte à 1988. Il est communément connu sous le nom de Jesus Morning Star Church (JMS), (Chinois : 晨星會; Pinyin de Hanyu : chéngxīng huì ; Pinyin de Tongyong : chéeng sīn hùei ; lit. « Église de l'Étoile du Matin de Jésus », 攝理教 ou 攝禮教 (shè lǐ jìao)). La Providence elle-même rejette ces noms communs, officiellement enregistrés comme 中華基督教新時代青年會 (Association de la Jeunesse Chrétienne de Chine, CCYA), et s'appelle parfois 攝理教會 (Église de la Providence).
En novembre 2001, la version taïwanaise de Next Magazine a publié l'article « Un chef de secte coréen a violé plus d'une centaine étudiantes taïwanaises ». Prétendument impliqué à l'Université nationale de Taïwan, l'Université catholique Fu-Jen, et l'Université nationale Chengchi, tous ont nié le rapport, affirmant qu'il n'y avait pas de culte dans leurs locaux à l'époque. Le NCCU a reconnu qu'il y avait eu de telles opérations il y a de nombreuses années. Des rapports similaires ont été publiés en 1997. Les autorités taïwanaises ont enquêté sur Jung pour avoir violé des femmes, mais il a fui le pays,. Les membres d'EXODUS se sont rapidement rendus à Taïwan et ont tenu une conférence de presse en présence d'une femme.
En octobre 2005 Apple Daily a rapporté que de nombreux clubs étudiants à l'Université nationale centrale et d'autres campus recrutent pour l'Église de la Providence. Ces clubs organisent une grande variété d'activités, notamment le tournoi de football Eagle Cup dans la ville de Taipei et des entraînements réguliers de mannequins. Le journal a cité un ancien membre de l'église anonyme disant que le « département modèle » de l'église était en fait un canal de recrutement pour Jung. Le journal a obtenu trois enregistrements des conversations de plusieurs membres féminins, qui ont déclaré que Jung avait eu des relations sexuelles avec dix membres féminins avec le consentement de tous, dont la plupart étaient des étudiantes du département de mannequinat.

## Allégations d'abus sexuels dans les médias

### Expositions des médias
Le scandale sexuel de la Providence a reçu une large attention du public à la suite du Séoul Broadcasting System (SBS), a diffusé le 20 mars 1999, sur sa télévision de magazine d'actualité The Unanswered. Plus de 100 victimes présumées ont été contactées dans lequel bénéficier des informations sur la achèvement de cette série. JMS (comme la Providence était connue à l'époque) a riposté par des poursuites judiciaires bloquant la diffusion, des litiges en diffamation et une série d'appels téléphoniques organisés sur deux mois, soit 60 000 appels par jour.
L'émission a poussé Jung à s'enfuir du pays un jour plus tard. Jung a vécu librement hors de Corée pendant les sept années suivantes, jusqu'à ce qu'il soit arrêté par les autorités chinoises en 2006 et rapatrié en Corée du Sud l'année suivante.
Des allégations d'abus sexuels continuent de faire surface contre Jung à l'étranger, à Hong Kong, en Chine, à Taïwan, au Japon et ailleurs. L'émission de nouvelles The Unanswered (coréen : 그것이 알고 싶다, littéralement : « Je veux le savoir ») suivi d'épisodes supplémentaires couvrant les activités de Jung à l'étranger. Dans un épisode, SBS a rapporté comment les femmes membres de Providence avaient été capturées par avion et détenues contre leur gré dans la cachette de Jung à Anshan dans la province chinoise du Liaoning, qui borde la province chinoise du Liaoning avec la Corée. Une Sud-Coréenne de 28 ans qui s'est échappée en avril 2005 a déclaré avoir été violée à plusieurs reprises par Jung,.
Au Japon, il y avait 2 000 membres de Providence en 2006, presque entièrement des étudiants et diplômés de collèges prestigieux, et 60% de femmes. Pendant son séjour au Japon, Jung a convoqué presque chaque jour plus de 10 femmes sous prétexte d'aller faire un « bilan de santé » afin d'avoir des relations sexuelles qui ne leur convenaient pas. Les assistants de Jung auraient imposé un secret strict à ces réunions avec Jung, menaçant les femmes de mort si elles racontaient à qui que ce soit ce qu'il avait fait,.
À Taïwan, des incidents similaires ont été signalés, où de nombreuses femmes membres de son organisation ont reçu l'ordre de se mettre seins nus pour des « contrôles de santé », soumises à diverses formes d'abus sexuels, y compris même avoir des relations sexuelles avec lui pour effacer leurs péchés.
Le groupe EXODUS anti-Providence (fondé en 1999) a tenu une conférence de presse en avril 2006, au cours de laquelle quatre femmes non identifiées portant un bob et des masques chirurgicaux couvrant leurs visages, ont accusé Jung d'avoir commis un crime sexuel organisé contre eux-mêmes et d'autres femmes qui avaient besoin de soins médicaux.
Jung a nié les allégations, ont déclaré ses partisans. En 2008, en réponse aux allégations de viol, le pasteur Bae Jae-yong de la Providence a déclaré qu'il s'agissait d'une « rumeur créée par ceux qui ont calomnié Jung et que toute la vérité fondamentale serait clarifiée par Jung devant le bureau du procureur ».
Comme l'ont allégué d'anciens membres de la Providence, en 2012, entre 500 et plus de 1 000 femmes membres étaient encore préparées par Jung à une future exploitation sexuelle. Connu en interne sous le nom de « Evergreens » (hangeul : 상록수 ; hanja : 常緑樹 ; RR : sang-rok-su), ces membres féminins constitueraient un « corps de réserve » pour des « pots-de-vin sexuels » (hangeul : 성상납 ; hanja : 性上納 ; RR : seong sangnap), un terme désignant une faveur sexuelle donnée à ceux qui sont au pouvoir. Les Evergreens sont éduqués et manipulés par 10 femmes à la direction de la Providence. Jo Gyeong-suk, ancienne chef de la branche de Séoul du groupe et elle-même victime présumée, a déclaré que le salut par l'union sexuelle avec Jung faisait partie de son canon. Selon Jo, « pas mal de ces femmes se sont suicidées. Elles souffrent de dépression sévère et ont des traitements psychiatriques, souffrent de diverses maladies et de phobies sociales dues au stress, et sont incapables de se marier. » Les accusatrices ont ajouté que le chef de la Providence Jung, alors même qu'il purgeait une peine de prison, avait reçu des profils photo de membres féminins, afin qu'il fasse le choix que les femmes soient présentées comme des « Evergreens ».

### Documentaire Netflix et MBS
Au nom de Dieu : Les Bourreaux de la foi est une séries documentaires sur Netflix et MBS de 2023, ceux-ci ont décrit la fondation d'un mouvement religieux, la diffusion d'idéologie parmi ses membres, la torture illégale des dissidents par le groupe, ainsi que les nombreux viols commis par le chef de la secte Jung, avec les témoignages d'anciens membres. La Providence a demandé une injonction du tribunal pour empêcher la diffusion de la série Netflix. La demande a été rejetée lorsque le tribunal sud-coréen a statué que Netflix et MBS « semblaient avoir fondé l'émission sur une quantité substantielle de documents objectifs et subjectifs à l'appui de leurs affirmations. »

## Poursuites civiles et condamnation pénale
Le chef de la Providence (alors connu sous le nom de JMS) Jung Myung Seok a fui la Corée du Sud en 1999 après que le radiodiffuseur public sud-coréen SBS ait rapporté des abus sexuels généralisés commis par Jung, et plusieurs poursuites civiles ont ensuite été intentées contre lui. Selon la police chinoise et sud-coréenne, Jung était en fuite à Taïwan, en Malaisie, à Hong Kong, au Japon, en Chine continentale et dans d'autres pays de 1999 à 2007,.
C'est pendant l'année 2001, que Jung Myung Seok a fait l'objet d'une enquête avec les autorités taïwanaises pour de multiples accusations d'agression sexuelle, mais il a quitté le pays sans avoir à comparaître devant un tribunal. Le bureau du procureur du district de Taipei à Taiwan a par la suite émis un mandat d'arrêt contre Jung en juin 2003. Jung, a été recherchée par Interpol à partir de 2002, il a été arrêté à Hong Kong en juillet 2003 car il avait dépassé la durée de validité de son visa, mais il a été libéré trois jours plus tard sous une caution de 10 000 000HK$ (1,3 million de dollars EU en juillet 2003[Depuis quand ?]). Alors que les autorités de Hong Kong ont approuvé son extradition en Corée, Jung a fui l'audience d'extradition,,,. Une Notice Rouge d'Interpol a été publié par rapport Jung en 2004. Puis en 2006, le gouvernement sud-coréen a mis Jung sur la liste internationale des personnes recherchées pour viol, et quand ils ont appris que Jung s'était enfui en Chine, le gouvernement sud-coréen a officiellement demandé à la Chine en novembre 2006 de l'exclure du pays. En février 2007, Interpol a demandé les empreintes digitales de Jung en Corée du Sud, parce qu'il était alors soupçonné d'être sur le territoire du Costa Rica avec de faux documents d'identité.
D'après SisaIN, un magazine d'investigation coréen, Jung s'est caché à Qianshan près de Anshan, dans la province du Liaoning, en Chine, après avoir fui Hong Kong en 2003. Après environ 8 ans de fuite, le Ministère Chinois de la Sécurité Publique a publié que Jung avait été arrêté à Pékin par la police chinoise le 1er mai 2007,,. Liaoning Provincial Higher People's Court a supervisé en septembre 2007 d'extrader Jung, une décision confirmée par la Cour populaire suprême,. Il a été transféré vers la Corée du Sud pour faire face à des accusations le 20 février 2008,. Jung a également été accusé de fraude et de détournement de fonds de l'Église.
Une femme sud-coréenne et une femme japonaise ont déposé une plainte pénale en 2003 contre Jung pour les avoir violées. En janvier 2008, la Cour suprême de Corée a indemnisé les deux femmes de 50 000 000₩ (552 000 $ en janvier 2008[Depuis quand ?]) et de 10 000 000₩ (10 400 $) de dommages et intérêts pour viol. Le tribunal a déclaré que Jung avait forcé ses partisans à avoir des relations sexuelles avec lui, affirmant qu'il s'agissait d'un acte religieux visant à sauver leur âme,. Les partisans de la Providence ont déclenché des émeutes devant le siège des journaux qui ont rapporté le verdict du tribunal, ont fait irruption dans le bureau de Séoul du principal journal The Dong-a Ilbo saccageant le mobilier de bureau et exigeant le retrait des articles critiques à l'égard de Jung,,,.
Dans l'affaire pénale entendue par le Seoul Central District Court, d'anciens membres ont déclaré au tribunal que Jung avait reçu des femmes de sa secte en « cadeau », puis aurait eu des relations sexuelles avec elles pour des raisons religieuses. On aurait montré, à Jung, des photos de femmes de son église, et une fois qu'il aurait choisi son « cadeau sexuel », elle serait emmenée dans sa résidence en dehors de la Corée.
Pendant le mois d'août 2008, Jung a été reconnu coupable d'avoir violé des adeptes et a été condamné à six ans de prison par le tribunal du district central de Séoul,,. Le 10 février 2009, le Seoul High Court a ajouté une peine de quatre ans sur les six ans, cela a annulé l'un des acquittements du tribunal inférieur et a déclaré Jung coupable d'un total de quatre chefs de viol,. Jung a fait appel de sa peine de 10 ans devant la Cour suprême de Corée, mais la peine a été confirmée en avril 2009,.
L'une des femmes qui a été agressée sexuellement a ensuite déposé une plainte civile contre Jung. Dans son verdict de novembre 2009, le Seoul Western District Court a statué que « le droit de la demanderesse à l'intégrité corporelle a été violé et qu'elle a souffert de douleurs psychologiques à la suite de la violence sexuelle du défendeur... Le défendeur est obligé d'indemniser la plaignante pour sa douleur. » et Jung doit payer 50 000 000 ₩ en compensation,,.
En février 2018, Jung a ensuite été libéré de prison,.
Le 4 octobre 2022, Jung Myung-seok a été arrêté par le tribunal de district de Daejeon pour agression sexuelle sur deux femmes de nationalités hongkongaise et australienne. Les viols présumés auraient eu lieu entre 2018 et 2021 au sanctuaire de JMS à Wolmyeongdong, à Geumsan. Il a été inculpé et a devra comparaître devant le tribunal.